# خانه روسی (فیلم)
خانه روسی (به انگلیسی: The Russia House) فیلمی محصول سال ۱۹۹۰ و به کارگردانی فرد شپیسی است. در این فیلم بازیگرانی همچون شان کانری، میشل فایفر، روی شایدر، جیمز فاکس، جانی ماهونی، کلاوس ماریا برانداور، مایکل کیچن، جی تی والش، کن راسل، دیوید ترلفال، مک مک‌دانلد، مارتین کلونز، ایان مک‌نیس، دنیس هوثورن و کالین استینتن ایفای نقش کرده‌اند.